# ロイヤルネットワーク
ロイヤルネットワーク株式会社（英: Royal Network CO.,LTD.）は、山形県酒田市に本社を置く企業。クリーニングサービス「うさちゃんクリーニング」をはじめ、リネンサプライ事業を展開。東日本を中心に店舗は705、工場は72ヶ所設置する。

## 概要
創業者である仲條啓三が集団就職で上京し、上野のクリーニング店に勤務。その後、帰郷し地元の染み抜き屋、クリーニング店での修業を経て独立。店舗を多店化する。主要サービスは東日本に展開する、ピンクカラーとうさぎのキャラクターが目印の「うさちゃんクリーニング」
2011年秋、東京都初進出のクリーニング工場として板橋工場（板橋区）を稼働させたほか、2012年5月には池袋工場（豊島区）、同年9月には柏工場（千葉県柏市）も稼働させた。また同年11月には静岡県の同業者を買収し、東海地方にも初進出した。
2016年6月、東京都多摩地区などを中心にクリーニング店を展開するほくしんの新設分割による新会社を完全子会社化したほか、同年11月には神奈川県内でクリーニング店を展開する南洋舎も完全子会社化した。
また同年7月には、宅配と衣類保管を組み合わせたサービスの全国展開も始めた。

### 上場に向け準備室を設置
株式の3、4年後のジャスダック上場に向け、2018年9月にIPO（株式公開）準備室を設置したことが分かった。各マスコミが2019年3月に報じたところによれば、2018年末までに地元3銀行を引受先に6億円の増資を行い、売り上げの計上方法を分かりやすくするため、今年1月に子会社全5社を吸収合併。また内部統制などの社内体制の整備も進め、すでに主幹事となる証券会社の選定も終えているという。仲條社長は、日本経済新聞の取材に上場は人材確保を含め、会社を永続させるには有効な手法と考えたと述べている。

## 部門（営業品目）
うさちゃんクリーニング
東日本を中心に展開。グループのメインブランド。
エキスパートクリーニング マーシ
山形県内に展開。
エキスパートクリーニング サニー
埼玉県内で展開。
100円クリーニング コインズ
宮城県内で展開。
和服専門 しみぬきの京都屋
着物・和装・小物を専門とした、山形県酒田市にあるクリーニング工場。染み抜き・補修・洗い・仕上げ作業を行う。
メディカルリネン＆リネンサプライ事業部
シーツ・タオル類の交換や補充、ユニフォームやカーテンのリースなどの業務を行う。
マイクローク
宅配クリーニング・専用クロークで保管するサービス。
ランドリーロッカー
専用のロッカーでクリーニング品の受け渡しするサービス。
Happy＆Laundry
ECサイトとコインランドリーのブランド。

## 出店地域
- 東北地方
  - 青森県、秋田県、山形県、宮城県、福島県

- 関東地方
  - 茨城県、栃木県、埼玉県、千葉県、東京都、神奈川県

- 中部地方
  - 静岡県

## 沿革
- 1961年（昭和36年）：仲條クリーニングを創業。
- 1967年（昭和42年）：ロイヤルネットワーク株式会社を設立。
- 1998年（平成10年）：リネンサプライ事業に参入。
- 2011年（平成23年）：平成二十三年度の山形県産業賞を受賞[8]。
- 2014年（平成26年）：サンリオの「ハローキティ」とライセンス契約を結ぶ[9]。
- 2016年（平成28年）
  - 6月：東京都多摩地区・神奈川県を中心に展開する「ほくしん」の新設分割による新会社を完全子会社化。
  - 7月：クリーニング宅配＋保管サービスの全国展開。